# Championnat de France de basket-ball en fauteuil roulant 2017-2018
Navigation
Saison 2016-2017 Saison 2018-2019
Le championnat de France de basket-ball en fauteuil roulant de Nationale A 2017-2018 est la 50e édition de cette compétition. Meaux en est le tenant du titre.
Doivent participer à cette édition les dix équipes de Nationale A 2016-2017 (aucune descente), ainsi que les deux finalistes de Nationale B. 
À l'issue de la saison régulière, les quatre premières équipes au classement sont qualifiées pour le final four. Le vainqueur est désigné « Champion de France de Nationale A ». L'équipe classée douzième est reléguée en Nationale B, tandis que celle terminant onzième dispute un match de barrage contre le vice-champion de France ou le deuxième de saison régulière de Nationale B pour se maintenir en NA.

## Clubs engagés pour la saison 2017-2018
| \| Lannion St-Avold Meaux Hyères Le Cannet Bordeaux Toulouse Le Puy · en Velay Marseille Lyon Strasbourg Gennevilliers \| Localisation des clubs engagés dans le championnat. |
| Lannion St-Avold Meaux Hyères Le Cannet Bordeaux Toulouse Le Puy · en Velay Marseille Lyon Strasbourg Gennevilliers                                                           |

### Modification du nombre d'équipes
La formule initiale retenant les dix équipes de NA et les finalistes de NB n'est pas appliquée pour plusieurs raisons.
Tout d'abord, Thonon ne repart pas malgré sa 9e place en NA 2016-2017 et son maintien à la suite du passage à 12 équipes. Meylan-Grenoble, malgré sa deuxième place en Nationale B, refuse la montée, remplacé par les troisièmes du final four, CVH Gennevilliers. Corbeil, quatrième, laisse aussi sa place au profit de Strasbourg qui récupère le douzième siège en raison de sa cinquième place en saison régulière de NB.

### Participants
Les huit premiers à la fin de la phase aller de la saison régulière sont qualifiés pour les plateaux de 1/4 de finale de la Coupe de France en compagnie des quatre meilleures formations de Nationale B après la phase aller.
Les quatre premiers à la fin de la saison régulière participent au final four afin d'attribuer le titre de champion de France.
| Club                                               | Classement 2016-2017 | Entraîneur           | Salle(s)                                        |
| -------------------------------------------------- | -------------------- | -------------------- | ----------------------------------------------- |
| CS Meaux Basket Fauteuil                           | 1                    | Mario Fahrasmane     | Halle des Sports Christian Roussel, Meaux       |
| Hornets Le Cannet                                  | 2                    | Daniel Paquet        | Salle Maillan, Le Cannet                        |
| Hyères Handi Club                                  | 3                    | Jérôme Mugnani       | Gymnase des Rougières, Hyères                   |
| Le Puy Handibasket                                 | 4                    | David Verots         | Palais des Sports Roche Arnaud, Le Puy-en-Velay |
| Club handisport Saint-Avold                        | 5                    |                      | COSEC, Saint-Avold                              |
| Club trégorrois handisport de Lannion              | 6                    |                      | Gymnase de l'IUT, Lannion                       |
| Handi Sud basket Marseille                         | 7                    |                      |                                                 |
| Toulouse Iron Club                                 | 8                    | Jean-Louis Granzotto | Petit palais des sports, Toulouse               |
| Léopards de Guyenne Bordeaux                       | 10                   |                      | Salle Promis, Bordeaux                          |
| Lyon Métropole Handibasket Club                    | Nationale B (1er)    |                      | Halle des sports Lyon 3, Lyon                   |
| Communiquer et vivre son handicap à Gennevilliers  | Nationale B (3e)     |                      |                                                 |
| Association Strasbourg Handisport Passion Aventure | Nationale B (5e)     | Franck Bellen        | Salle des Poteries, Strasbourg                  |

## Saison régulière

### Tableau synthétique des résultats
| Résultats (dom.\ext.)                                              | MEA   | CAN   | HYE    | PUY   | SAV   | LAN    | MAR   | TOU   | BOR   | LYO   | GEN   | STR    |
| Meaux T                                                            | XX-XX | 64-78 | 59-68  | 49-37 | 70-46 | 72-42  | 65-44 | 65-51 | 65-38 | 62-49 | 68-41 | 92-42  |
| Le Cannet F C                                                      | 20-0  | XX-XX | 73-74  | 70-52 | 89-62 | 93-40  | 87-45 | 92-68 | 84-53 | 79-41 | 96-41 | 107-27 |
| Hyères                                                             | 72-56 | 92-79 | XX-XX  | 70-67 | 88-61 | 103-57 | 81-61 | 99-38 | 91-45 | 79-60 | 92-37 | 95-48  |
| Le Puy-en-Velay                                                    | 55-56 | 67-78 | 70-91  | XX-XX | 86-64 | 106-35 | 90-47 | 82-71 | 74-54 | 72-49 | 77-37 | 77-64  |
| Saint-Avold                                                        | 58-70 | 64-83 | 62-91  | 66-70 | XX-XX | 85-48  | 80-48 | 0-2   | 56-44 | 77-51 | 88-38 | 75-48  |
| Lannion                                                            | 53-76 | 53-78 | 74-78  | 76-63 | 62-77 | XX-XX  | 20-0  | 71-61 | 68-58 | 56-55 | 89-94 | 86-38  |
| Marseille                                                          | 52-62 | 46-91 | 58-82  | 63-70 | 70-56 | 76-59  | XX-XX | 56-70 | 52-35 | 53-44 | 60-54 | 68-49  |
| Toulouse                                                           | 49-64 | 69-76 | 55-97  | 65-69 | 78-62 | 87-54  | 74-56 | XX-XX | 67-69 | 63-45 | 80-56 | 73-59  |
| Bordeaux R                                                         | 61-76 | 47-67 | 64-113 | 37-84 | 60-76 | 63-59  | 52-55 | 61-68 | XX-XX | 56-63 | 61-63 | 65-34  |
| Lyon Métropole P                                                   | 46-68 | 36-86 | 63-74  | 44-69 | 40-61 | 46-53  | 37-48 | 80-65 | 54-56 | XX-XX | 52-55 | 59-45  |
| Gennevilliers P                                                    | 38-79 | 40-93 | 37-78  | 49-76 | 28-63 | 58-62  | 72-69 | 57-64 | 67-63 | 39-60 | XX-XX | 72-63  |
| Strasbourg P                                                       | 36-67 | 30-89 | 26-68  | 38-64 | 38-64 | 45-59  | 54-65 | 59-73 | 38-56 | 46-44 | 53-61 | XX-XX  |
| - Victoire à domicile - Victoire à l'extérieur - Match non disputé |       |       |        |       |       |        |       |       |       |       |       |        |

Note : L'équipe jouant à domicile est indiquée dans la colonne de gauche et l'équipe se déplaçant sur la première ligne.
La rencontre Saint-Avold/Toulouse (remportée par les premiers sur le score de 72-66) a été ensuite déclarée perdue par pénalité par les locaux.

### Classement de la saison régulière
| Rang | Équipe                | Pts  | J  | G  | P  | Pp   | Pc   | Diff |
| ---- | --------------------- | ---- | -- | -- | -- | ---- | ---- | ---- |
| 1    | Hyères HC             | 44   | 22 | 22 | 0  | 1876 | 1250 | 626  |
| 2    | Hornets Le Cannet F C | 42   | 22 | 20 | 2  | 1788 | 1111 | 677  |
| 3    | CS Meaux BF T         | 39-1 | 22 | 18 | 3  | 1405 | 1056 | 349  |
| 4    | AH Le Puy-en-Velay    | 37   | 22 | 15 | 7  | 1577 | 1273 | 304  |
| 5    | Toulouse IC           | 33   | 22 | 11 | 11 | 1389 | 1429 | -40  |
| 6    | CH Saint-Avold        | 32-1 | 22 | 11 | 10 | 1403 | 1300 | 103  |
| 7    | CTH Lannion           | 31   | 22 | 9  | 13 | 1276 | 1512 | -236 |
| 8    | HSB Marseille         | 30-1 | 22 | 9  | 12 | 1192 | 1364 | -172 |
| 9    | CVH Gennevilliers P   | 29   | 22 | 7  | 15 | 1134 | 1586 | -452 |
| 10   | LDG Bordeaux R        | 27   | 22 | 5  | 17 | 1198 | 1474 | -276 |
| 11   | Lyon Métropole HC P   | 26   | 22 | 4  | 18 | 1118 | 1362 | -244 |
| 12   | ASHPA Strasbourg P    | 23   | 22 | 1  | 21 | 980  | 1579 | -599 |

| Légende :                                                         |
| - Qualification pour le final four                                |
| - Barrage de relégation NA/NB                                     |
| - Relégation en Nationale B                                       |
| T : Champion de France de Nationale A 2016-2017 (tenant du titre) |
| F : Finaliste 2016-2017                                           |
| R : Repêché de Nationale A 2016-2017                              |
| P : Promus de Nationale B 2016-2017                               |
| C : Vainqueur de la Coupe de France 2017                          |
| -1 : Retrait de point à la suite d'un forfait ou d'une pénalité   |
| 0                                                                 |
| Sources : france-handibasket.fr ffbb.com                          |

| Clubs \ Journées | 1  | 2  | 3  | 4  | 5  | 6  | 7  | 8   | 9   | 10  | 11  | 12   | 13   | 14   | 15   | 16   | 17   | 18   | 19   | 20   | 21 | 22 | En P.O. | Barr. | Relég. |
| ---------------- | -- | -- | -- | -- | -- | -- | -- | --- | --- | --- | --- | ---- | ---- | ---- | ---- | ---- | ---- | ---- | ---- | ---- | -- | -- | ------- | ----- | ------ |
| Meaux T          | 2  | 3  | 3  | 4  | 3  | 3  | 3  | 3   | 3   | 3   | 3   | 3    | 3    | 3    | 3    | 3    | 3    | 3    | 3-1  | 3    | 3  | 3  | 22      |       |        |
| Le Cannet F C    | 3  | 2  | 2  | 2  | 2  | 2  | 2  | 2   | 2   | 2   | 2   | 2    | 2    | 2    | 2    | 2    | 2    | 2    | 2-1  | 2    | 2  | 2  | 22      |       |        |
| Hyères           | 1  | 1  | 1  | 1  | 1  | 1  | 1  | 1   | 1   | 1   | 1   | 1    | 1    | 1    | 1    | 1    | 1    | 1    | 1    | 1-1  | 1  | 1  | 22      |       |        |
| Le Puy-en-Velay  | 10 | 5  | 4  | 3  | 4  | 4  | 4  | 5-1 | 6-1 | 6-1 | 4-1 | 4    | 4    | 4    | 4    | 4    | 4    | 4    | 4    | 4    | 4  | 4  | 17      |       |        |
| Saint-Avold      | 9  | 9  | 6  | 9  | 7  | 6  | 7  | 7   | 7   | 7   | 7   | 5    | 6    | 5    | 5    | 5    | 5    | 5    | 5    | 5    | 6  | 6  |         |       |        |
| Lannion          | 7  | 10 | 8  | 6  | 8  | 9  | 9  | 10  | 8   | 10  | 10  | 10   | 10   | 8    | 8    | 7    | 8    | 6    | 8-1  | 7-1  | 7  | 7  |         |       |        |
| Marseille        | 5  | 7  | 7  | 5  | 9  | 7  | 8  | 6   | 5   | 5   | 6   | 8-1  | 8-1  | 9-1  | 9-1  | 9-1  | 9-1  | 9-1  | 9-2  | 9-2  | 8  | 8  |         |       |        |
| Toulouse         | 4  | 4  | 5  | 7  | 5  | 5  | 5  | 4   | 4   | 4   | 5   | 6    | 5    | 6    | 7    | 8    | 6    | 7    | 6    | 6    | 5  | 5  | 5       |       |        |
| Bordeaux R       | 6  | 6  | 9  | 10 | 10 | 10 | 10 | 9   | 10  | 9   | 9   | 9    | 9    | 10   | 10   | 10   | 10   | 10   | 10   | 10   | 11 | 10 |         | 1     |        |
| Lyon Métropole P | 8  | 11 | 11 | 11 | 11 | 11 | 12 | 12  | 12  | 12  | 12  | 12-1 | 12-1 | 12-1 | 12-1 | 12-1 | 12-1 | 11-1 | 11-1 | 11-1 | 10 | 11 |         | 9     | 11     |
| Gennevilliers P  | 11 | 8  | 10 | 8  | 6  | 8  | 6  | 8-1 | 9-1 | 8-1 | 8-1 | 7    | 7    | 7    | 6    | 6    | 7    | 8    | 7    | 8-1  | 9  | 9  |         | 1     |        |
| Strasbourg P     | 12 | 12 | 12 | 12 | 12 | 12 | 11 | 11  | 11  | 11  | 11  | 11   | 11   | 11   | 11   | 11   | 11   | 12   | 12   | 12   | 12 | 12 |         | 11    | 11     |

| Légende :                                |
| - Leader du classement                   |
| - Qualifiés pour le final four           |
| - Barragiste                             |
| - Relégué en Nationale B                 |
| 0                                        |
| Sources : france-handibasket.fr ffbb.com |

-1 matchs en retard :
- La rencontre Gennevilliers/Le Puy de la 8e journée a été reportée au 16 décembre, soit entre les 11e et 12e journées.
- La rencontre Marseille/Lyon de la 12e journée a été reportée au 21 avril, soit entre les 20e et 21e journées.
- La rencontre Le Cannet/Meaux de la 19e journée a été un premier temps reportée avant d'être déclarée perdue par forfait par Meaux.
- La rencontre Lannion/Marseille de la 19e journée a été un premier temps reportée avant d'être déclarée perdue par forfait par Marseille.
- La rencontre Gennevilliers/Hyères de la 20e journée a été reportée au 22 avril, soit entre les 20e et 21e journées.

## Final four
|  | Demi-finales                           | Demi-finales                           |                        |    | Finale                                 | Finale                                 |
|  | Demi-finales                           | Demi-finales                           |                        |    | Finale                                 | Finale                                 |
|  |                                        |                                        |                        |    |                                        |                                        |
|  | Saint-Herblain, le 26 mai 2018 à 14h30 | Saint-Herblain, le 26 mai 2018 à 14h30 |                        |    | Saint-Herblain, le 27 mai 2018 à 14h30 | Saint-Herblain, le 27 mai 2018 à 14h30 |
|  | Saint-Herblain, le 26 mai 2018 à 14h30 | Saint-Herblain, le 26 mai 2018 à 14h30 |                        |    | Saint-Herblain, le 27 mai 2018 à 14h30 | Saint-Herblain, le 27 mai 2018 à 14h30 |
|  | Hyères HC                              | 72                                     |                        |    | Saint-Herblain, le 27 mai 2018 à 14h30 | Saint-Herblain, le 27 mai 2018 à 14h30 |
|  | Hyères HC                              | 72                                     |                        |    | Saint-Herblain, le 27 mai 2018 à 14h30 | Saint-Herblain, le 27 mai 2018 à 14h30 |
|  | AH Le Puy-en-Velay                     | 55                                     |                        |    | Saint-Herblain, le 27 mai 2018 à 14h30 | Saint-Herblain, le 27 mai 2018 à 14h30 |
|  | AH Le Puy-en-Velay                     | 55                                     | Hyères HC              | 65 |                                        |                                        |
|  | Saint-Herblain, le 26 mai 2018 à 17h15 |                                        | Hyères HC              | 65 |                                        |                                        |
|  |                                        | Hornets Le Cannet                      | 67                     |    |                                        |                                        |
|  | Hornets Le Cannet                      | Hornets Le Cannet                      | 67                     | 85 |                                        |                                        |
|  | Hornets Le Cannet                      |                                        |                        | 85 |                                        |                                        |
|  | CS Meaux BF                            | 75                                     |                        |    |                                        |                                        |
|  | CS Meaux BF                            | 75                                     | Match pour la 3e place |    |                                        |                                        |
|  |                                        |                                        |                        |    |                                        |                                        |
|  | Saint-Herblain, le 27 mai 2018 à 10h30 |                                        |                        |    |                                        |                                        |
|  |                                        |                                        |                        |    |                                        |                                        |
|  | AH Le Puy-en-Velay                     | 62                                     |                        |    |                                        |                                        |
|  | AH Le Puy-en-Velay                     | 62                                     |                        |    |                                        |                                        |
|  | CS Meaux BF                            | 51                                     |                        |    |                                        |                                        |
|  | CS Meaux BF                            | 51                                     |                        |    |                                        |                                        |

Demi-finales
| 26 mai 2018 14h30 |                                                   | Hyères HC | 72-55 | AH Le Puy-en-Velay |  | Salle du Vigneau Saint-Herblain |
| 26 mai 2018 14h30 | Score par quart-temps : 17-18, 11-14, 28-6, 16-17 |           |       |                    |  | Salle du Vigneau Saint-Herblain |
| 26 mai 2018 14h30 | Score par mi-temps : 28-32, 44-23                 |           |       |                    |  | Salle du Vigneau Saint-Herblain |

| 26 mai 2018 17h15 |                                                    | Hornets Le Cannet | 85-75 | CS Meaux BF |  | Salle du Vigneau Saint-Herblain |
| 26 mai 2018 17h15 | Score par quart-temps : 18-18, 18-16, 18-17, 31-24 |                   |       |             |  | Salle du Vigneau Saint-Herblain |
| 26 mai 2018 17h15 | Score par mi-temps : 36-34, 49-41                  |                   |       |             |  | Salle du Vigneau Saint-Herblain |

3e place
| 27 mai 2018 10h30 |                                     | AH Le Puy-en-Velay | 62-51 | CS Meaux BF |  | Salle du Vigneau Saint-Herblain |
| 27 mai 2018 10h30 | Score par quart-temps : 17-23, 19-9 |                    |       |             |  | Salle du Vigneau Saint-Herblain |
| 27 mai 2018 10h30 | Score par mi-temps : 36-32, 26-19   |                    |       |             |  | Salle du Vigneau Saint-Herblain |

Finale
| 27 mai 2018 14h30 |                                                    | Hyères HC | 65-67 | Hornets Le Cannet |  | Salle du Vigneau Saint-Herblain |
| 27 mai 2018 14h30 | Score par quart-temps : 15-17, 14-21, 22-11, 14-18 |           |       |                   |  | Salle du Vigneau Saint-Herblain |
| 27 mai 2018 14h30 | Score par mi-temps : 29-38, 36-29                  |           |       |                   |  | Salle du Vigneau Saint-Herblain |

## Coupe de France
La Coupe de France réunit les 8 meilleures équipes du championnat à l'issue des rencontres aller de la saison régulière ainsi que les 4 meilleures équipes de Nationale B après la phase aller.

## Parcours des clubs français en Coupe d'Europe
| Club               | Ranking IWBF 2017 | Tour préliminaire                        | Tour préliminaire | Phase finale | Phase finale | Ranking IWBF 2018 |
| ------------------ | ----------------- | ---------------------------------------- | ----------------- | ------------ | ------------ | ----------------- |
| Hyères HC          | 9                 | Ligue des Champions (groupe C)           | Forfait           | Élimination  | Élimination  | 25                |
| CS Meaux BF        | 10                | Ligue des Champions (groupe A)           | 5e (0V - 4D)      | Élimination  | Élimination  | 11                |
| Toulouse IC        | 14                | Ligue des Champions (groupe C)           | Forfait           | Élimination  | Élimination  | 33                |
| Hornets Le Cannet  | 17                | Ligue des Champions (groupe B)           | 4e (1V - 3D)      | Euroligue 2  | 3e (3V - 2D) | 18                |
| Meylan Grenoble HB | 38                | Euroligue 2 (groupe B)                   | 4e (1V - 3D)      | Élimination  | Élimination  | 40                |
| CTH Lannion        | 40                | Euroligue 2 (groupe B)                   | 3e (2V - 2D)      | Élimination  | Élimination  | 36                |
| LDG Bordeaux       | 43                | Euroligue 2 (groupe A)                   | 2e (2V - 2D)      | Euroligue 3  | 8e (0V - 4D) | 45                |
| CAP SAAA Paris     | 46                | Euroligue 3 (groupe B)                   | 2e (3V - 1D)      | Élimination  | Élimination  | 49                |
| HSB Marseille      | 48                | Euroligue 3 (groupe A)                   | 4e (1V - 3D)      | Élimination  | Élimination  | 48                |
| AH Le Puy-en-Velay | NC                | Euroligue 3 (groupe C)                   | 2e (3V - 1D)      | Élimination  | Élimination  | 59 (entrée)       |
| CH Saint-Avold     | NC                | Tournoi de qualification 2019 (groupe A) | 2e (3V - 1D)      |              |              | NC                |